# ناتاليا فلاسوفا (مغنية)
ناتاليا فاليريفنا فلاسوفا (ولدت في 27 سبتمبر 1978 ، لينينغراد ، روسيا) هي مغنية وممثلة وموسيقية ومؤلفة وأداء أغانيها الخاصة.

## وصلات خارجية
- ناتاليا فلاسوفا (مغنية) على موقع ميوزك برينز (الإنجليزية)
- ناتاليا فلاسوفا (مغنية) على موقع ديسكوغز (الإنجليزية)